# Leptataspis sempolana
Leptataspis sempolana är en insektsart som beskrevs av Victor Lallemand 1935. Leptataspis sempolana ingår i släktet Leptataspis och familjen spottstritar. Inga underarter finns listade i Catalogue of Life.